# Dakota Staton
Dakota Staton (Pittsburgh, 3 de junio de 1930– Nueva York, 10 de abril de 2007) fue una vocalista de jazz estadounidense que fue internacionalmente aclamada en 1957 por su éxito, "The Late, Late Show". También conocida por el nombre musulmán Aliyah Rabia durante un periodo de tiempo, debido a su conversión al Islam interpretado por la Comunidad Musulmana Ahmadiyya.

## Biografía
Nacida en el barrio Homewood de Pittsburgh, Pensilvania, asistió al Instituto George Westinghouse y estudió música en la Filion School en Pittsburgh. Más tarde actuó regularmente en el Hill District, un centro de jazz de la ciudad, como vocalista con la Orquesta de Joe Westray, popular en Pittsburgh. Luego pasó varios años en el circuito de cabaret en ciudades como Detroit, Indianapolis, Cleveland y St. Louis. Mientras actuaba en Nueva York, en un cabaret de Harlem llamado Baby Grand fue descubierta por Dave Cavanaugh, un productor para Capitol Records. Fue firmada por este sello y publicó varios singles. Su éxito la lleva a ganar el premió a la mejor promesa de Down Beat en 1955. En 1958, Staton se casó con Talib Dawud, un trompetista negro nacido en Antigua, formado en la Juilliard School, que tocaba en la orquesta de Dizzi Gillespie y había tocado en las orquestas de Tiny Bradshaw, Louis Armstrong, Benny Carter, Andy Kirk, Jimmie Lunceford y Roy Eldridge. Dawud era Musulmán Ahmadi y crítico con la línea del dirigente religioso de esa tendencia Elijah Muhammad. Ella se convirtió al islam y utilizó el nombre Aliyah Rabia por algún tiempo. El matrimonio finalmente acabó en divorcio.
Stanton publicó varios álbumes aclamados por la crítica al final de los años 50 y a comienzos de los 60, incluyendo: The Late, Late Show (1957), cuyo tema de título fue su mayor éxito, In the Night (1957), en colaboración con el pianista George Shearing, Dynamic! (1958) y Dakota at Storyville (1961), un álbum en vivo grabado en el Storyville jazz club en Boston. A mediados de los años 60 Staton se traslada a Inglaterra, donde graba el álbum Dakota ′67. De vuelta a EE. UU. a comienzos de los 70, continua grabando intermitentemente, en discos que reflejan influencias de gospel y blues. Sufre una embolia en 1999, que deteriora seriamente su salud. Staton muere en New York en 2007, a los 76 años de edad.

## Discografía seleccionada
- The Late, Late Show  (Capitol Records, 1957)
- In the Night, Con el George Shearing Quintet (Capitol Records, 1957)
- Dynamic! (Capitol Records, 1958)
- Crazy He Calls Me (Capitol Records, 1959)
- Time To Swing (Capitol Records, 1959)
- More Than The Most (Capitol Records, 1959)
- Softly (Capitol Records, 1960)
- Dakota (WRC, 1960)
- ′Round Midnight (Capitol Records, 1960)
- Sings Ballads And The Blues (Capitol Records, 1960)
- Dakota At Storyville (Capitol Records, 1961)
- Live And Swinging (United Artists Records, 1964)
- Dakota ′67 (London, 1967)
- I've Been There (Verve Records, 1970)
- Madame Foo-Foo (Groove Merchant, 1972)
- I Want a Country Man (Groove Merchant, 1973)
- Ms. Soul (Groove Merchant, 1974)
- Uniquely Dakota (Half Moon, 1983)
- Let Me Off Uptown – The Best Of Dakota Staton (Renaissance, 1989)
- Dakota Staton (Muse, 1990)
- Darling Please Save Your Love For Me (Muse, 1991)
- Isn't This A Lovely Day (Muse, 1992)
- "Congratulations To Someone" (LC Recordings 1990)